# NGC 187
NGC 187 este o galaxie spirală barată situată în constelația Balena. A fost descoperită în 3 noiembrie 1885 de către Ormond Stone. De asemenea, a fost observată încă o dată de către Herbert Howe.